# Corynethrix obscura
Genre
Espèce
Corynethrix obscura, unique représentant du genre Corynethrix, est une espèce d'araignées aranéomorphes de la famille des Thomisidae.

## Distribution
Cette espèce est endémique d'Australie. Elle se rencontre au Queensland à Peak Downs et en Nouvelle-Galles du Sud à Port Hacking.

## Description
La femelle décrite par Szymkowiak et Dymek en 2011 mesure 5,25 mm

## Publication originale
- L. Koch, 1876 : Die Arachniden Australiens. Nürnberg, vol. 1, p. 741-888 (texte intégral).